# 27296 Kathyhurd
27296 Kathyhurd è un asteroide della fascia principale. Scoperto nel 2000, presenta un'orbita caratterizzata da un semiasse maggiore pari a 2,2495268 UA e da un'eccentricità di 0,0953609, inclinata di 6,27408° rispetto all'eclittica.